# Basketball Bundesliga de 2017–18
A Temporada 2017–18 da Basketball Bundesliga é a 52.ª edição da principal competição de basquetebol masculino na Alemanha a ser disputada entre 29 de setembro de 2017 e maio de 2018. A equipe do Brose Bamberga defende seu título, buscando seu décimo título, sendo o quarto em sequencia.
A liga oficialmente chama-se Easycredit BBL por motivos de patrocinadores.

## Equipes participantes
| Clube                  | Arena                  | Localização  |
| ---------------------- | ---------------------- | ------------ |
| Alba Berlim            | Arena Mercedes Benz    | Berlim       |
| Löwen Braunschweig     | Volkswagen Halle       | Brunsvique   |
| FC Bayern              | Audi Dome              | Munique      |
| BG Göttingen           | Sparkassen Arena       | Gotinga      |
| Brose Bamberg          | Brose Arena            | Bamberga     |
| Eisbären Bremerhaven   | Bremerhaven Stadthalle | Bremerhaven  |
| EWE Baskets Oldenburg  | EWE Arena              | Oldemburgo   |
| Gießen 46ers           | Sporthalle Gießen-Ost  | Giesen       |
| medi Bayreuth          | Oberfrankenhalle       | Bayreuth     |
| MHP Riesen Ludwigsburg | MHPArena               | Ludwigsburgo |
| Mitteldeutscher BC     | Stadthalle Weißenfels  | Weißenfels   |
| Oettinger Rockets      | Messe Erfurt           | Gota         |
| ratiopharm Ulm         | Arena Ulm              | Ulm          |
| s.Oliver Würzburg      | s.Oliver Arena         | Wurtzburgo   |
| Science City Jena      | Sparkassen-Arena       | Jena         |
| Skyliners Frankfurt    | Fraport Arena          | Francoforte  |
| Telekom Baskets Bonn   | Telekom Dome           | Bona         |
| Tigers Tübingen        | Paul Horn-Arena        | Tubinga      |

|  |                                          |
|  | Promovidos da ProA na temporada anterior |

## Temporada Regular
| Casa\Visitante         | ALB    | BRA    | MUN    | GOT     | BRO    | EIS   | EWE    | GIE    | BAY    | LUD     | MIT    | OET    | ULM    | WUR   | JEN    | FRA    | BON   | TUB    |
| ---------------------- | ------ | ------ | ------ | ------- | ------ | ----- | ------ | ------ | ------ | ------- | ------ | ------ | ------ | ----- | ------ | ------ | ----- | ------ |
| Alba Berlim            |        | 88-81  | 70-80  | 98-71   | 81-75  | 64-66 | 91-83  | 88-66  | 100-68 | 96-86   | 91-71  | 95-61  | 102-73 | 80-76 | 100-67 | 106-69 | 90-69 | 99-63  |
| Löwen Braunschweig     | 62-72  |        | 82-91  | 91-86   | 68-94  | 81-68 | 99-88  | 85-96  | 75-100 | 67-74   | 71-63  | 82-68  | 80-73  | 73-71 | 69-68  | 77-74  | 73-76 | 94-77  |
| FC Bayern München      | 72-91  | 111-53 |        | 91-77   | 77-68  | 98-95 | 95-74  | 107-83 | 96-88  | 91-71   | 111-91 | 102-80 | 100-95 | 76-84 | 101-78 | 72-60  | 78-50 | 84-72  |
| BG Göttingen           | 69-88  | 75-79  | 72-78  |         | 105-98 | 81-78 | 95-83  | 78-94  | 70-93  | 62-88   | 96-90  | 75-88  | 84-94  | 81-74 | 86-60  | 95-92  | 65-91 | 95-75  |
| Brose Bamberga         | 75-77  | 82-55  | 63-71  | 100-61  |        | 79-74 | 95-82  | 87-84  | 88-73  | 80-73   | 103-66 | 85-80  | 80-77  | 70-67 | 80-71  | 75-67  | 83-65 | 97-63  |
| Eisbären Bremerhaven   | 85-99  | 72-65  | 83-85  | 74-77   | 76-83  |       | 80-90  | 87-74  | 99-103 | 77-98   | 79-82  | 80-74  | 82-89  | 80-72 | 72-80  | 69-81  | 73-89 | 78-73  |
| EWE Baskets            | 81-88  | 86-84  | 100-77 | 97-75   | 81-74  | 85-73 |        | 98-82  | 88-89  | 79-87   | 86-84  | 88-68  | 94-83  | 80-93 | 79-69  | 74-90  | 82-86 | 83-75  |
| Gießen 46ers           | 102-87 | 84-79  | 53-87  | 102-111 | 96-105 | 89-73 | 95-99  |        | 107-96 | 98-118  | 107-99 | 71-96  | 70-84  | 80-86 | 84-60  | 83-59  | 80-86 | 110-98 |
| medi Bayreuth          | 83-76  | 84-62  | 77-86  | 86-83   | 85-75  | 84-74 | 98-102 | 96-75  |        | 70-73   | 82-74  | 93-72  | 88-75  | 86-80 | 75-88  | 69-62  | 87-85 | 85-71  |
| MHP Riesen Ludwigsburg | 67-86  | 72-59  | 73-90  | 93-61   | 91-74  | 92-69 | 90-86  | 81-83  | 78-47  |         | 99-77  | 94-54  | 89-54  | 87-77 | 91-62  | 79-62  | 87-78 | 88-79  |
| Mitteldeutscher BC     | 80-89  | 84-78  | 77-95  | 84-89   | 74-76  | 98-90 | 71-72  | 97-102 | 80-93  | 81-92   |        | 82-69  | 80-69  | 78-86 | 94-100 | 93-96  | 61-87 | 93-88  |
| Oettinger Rockets      | 68-98  | 87-92  | 59-98  | 74-63   | 64-92  | 98-90 | 74-94  | 81-90  | 65-82  | 72-89   | 70-74  |        | 79-81  | 85-77 | 97-101 | 56-77  | 70-93 | 100-82 |
| ratiopharm Ulm         | 68-72  | 88-77  | 75-89  | 89-65   | 67-90  | 85-77 | 70-87  | 90-95  | 81-79  | 84-77   | 93-76  | 78-62  |        | 72-69 | 87-72  | 77-78  | 87-94 | 95-82  |
| s.Oliver Würzburg      | 76-90  | 72-45  | 74-80  | 95-82   | 76-73  | 74-64 | 84-86  | 96-79  | 82-68  | 94-87   | 71-61  | 79-69  | 74-91  |       | 85-72  | 81-64  | 80-78 | 84-69  |
| Science City Jena      | 89-99  | 83-85  | 78-85  | 103-92  | 85-68  | 90-68 | 74-83  | 86-65  | 107-90 | 64-78   | 61-75  | 85-81  | 92-87  | 79-81 |        | 70-82  | 73-69 | 74-69  |
| Fraport Skiliners      | 90-84  | 78-71  | 83-87  | 88-80   | 83-72  | 95-69 | 93-82  | 70-86  | 74-96  | 81-88   | 83-67  | 90-82  | 75-89  | 78-72 | 67-65  |        | 76-81 | 90-63  |
| Telekom Baskets Bonn   | 76-84  | 87-56  | 72-83  | 82-70   | 106-69 | 75-86 | 90-68  | 83-78  | 85-82  | 105-109 | 84-91  | 79-73  | 86-74  | 78-75 | 102-80 | 75-79  |       | 89-80  |
| Tigers Tübingen        | 72-125 | 69-77  | 72-87  | 80-67   | 73-81  | 75-87 | 61-92  | 83-106 | 77-87  | 75-93   | 99-100 | 83-90  | 74-81  | 57-73 | 64-91  | 57-65  | 75-84 |        |

### Classificação Fase Regular
| Pos. | Clube                         | J  | V  | D  | P+ / P-     | SP   | Classificação          |
| ---- | ----------------------------- | -- | -- | -- | ----------- | ---- | ---------------------- |
| 1    | FC Bayern                     | 34 | 31 | 3  | 3011 : 2573 | 438  | Playoffs               |
| 2    | Alba Berlim                   | 34 | 29 | 5  | 3044 : 2540 | 504  | Playoffs               |
| 3    | MHP Riesen Ludwigsburg        | 34 | 26 | 8  | 2932 : 2574 | 358  | Playoffs               |
| 4    | Brose Bamberga                | 34 | 22 | 12 | 2789 : 2594 | 195  | Playoffs               |
| 5    | Telekom Baskets Bonn          | 34 | 21 | 13 | 2815 : 2667 | 148  | Playoffs               |
| 6    | medi Bayreuth                 | 34 | 21 | 13 | 2849 : 2756 | 93   | Playoffs               |
| 7    | EWE Baskets Oldenburg         | 34 | 21 | 13 | 2922 : 2822 | 100  | Playoffs               |
| 8    | Fraport Skyliners             | 34 | 20 | 14 | 2649 : 2614 | 35   | Playoffs               |
| 9    | s.Oliver Würzburg             | 34 | 19 | 15 | 2690 : 2578 | 112  |                        |
| 10   | ratiopharm Ulm                | 34 | 16 | 18 | 2748 : 2775 | -27  |                        |
| 11   | Gießen 46ers                  | 34 | 16 | 18 | 2949 : 3016 | -67  |                        |
| 12   | Basketball Löwen Braunschweig | 34 | 14 | 20 | 2527 : 2741 | -214 |                        |
| 13   | Science City Jena             | 34 | 14 | 20 | 2677 : 2790 | -113 |                        |
| 14   | BG Gotinga                    | 34 | 10 | 24 | 2684 : 2980 | -296 |                        |
| 15   | Mitteldeutscher BC            | 34 | 10 | 24 | 2748 : 2957 | -209 |                        |
| 16   | Eisbären Bremerhaven          | 34 | 8  | 26 | 2647 : 2857 | -210 |                        |
| 17   | Oettinger Rockets             | 34 | 7  | 27 | 2566 : 2914 | -348 | Rebaixados para a ProA |
| 18   | Walter Tigers Tübingen        | 34 | 1  | 33 | 2525 : 3024 | -499 | Rebaixados para a ProA |

## Playoffs

### Confrontos
|  | Quartas-de-final | Quartas-de-final       | Quartas-de-final       |             |             | Semifinais | Semifinais | Semifinais |  |  | Final | Final     | Final |
|  |                  |                        |                        |             |             |            |            |            |  |  |       |           |       |
|  |                  | FC Bayern              | 3                      |             |             |            |            |            |  |  |       |           |       |
|  |                  | FRAPORT Skyliners      | 2                      |             |             |            |            |            |  |  |       |           |       |
|  |                  | FRAPORT Skyliners      | 2                      |             | FC Bayern   | 3          |            |            |  |  |       |           |       |
|  |                  |                        |                        |             | FC Bayern   | 3          |            |            |  |  |       |           |       |
|  |                  |                        | Brose Bamberga         | 1           |             |            |            |            |  |  |       |           |       |
|  |                  | Brose Bamberga         | Brose Bamberga         | 1           | 3           |            |            |            |  |  |       |           |       |
|  |                  | Brose Bamberga         |                        |             | 3           |            |            |            |  |  |       |           |       |
|  |                  | Telekom Baskets        | 0                      |             |             |            |            |            |  |  |       |           |       |
|  |                  |                        |                        |             |             |            |            |            |  |  |       | FC Bayern | 3     |
|  |                  |                        |                        | ALBA Berlim | 2           |            |            |            |  |  |       |           |       |
|  |                  | MHP Riesen Ludwigsburg | 3                      |             |             |            |            |            |  |  |       |           |       |
|  |                  | medi bayreuth          | 0                      |             |             |            |            |            |  |  |       |           |       |
|  |                  | medi bayreuth          | 0                      |             | ALBA Berlim | 3          |            |            |  |  |       |           |       |
|  |                  |                        |                        |             | ALBA Berlim | 3          |            |            |  |  |       |           |       |
|  |                  |                        | MHP Riesen Ludwigsburg | 0           |             |            |            |            |  |  |       |           |       |
|  |                  | ALBA Berlim            | MHP Riesen Ludwigsburg | 0           | 3           |            |            |            |  |  |       |           |       |
|  |                  | ALBA Berlim            |                        |             | 3           |            |            |            |  |  |       |           |       |
|  |                  | EWE Baskets            | 2                      |             |             |            |            |            |  |  |       |           |       |

#### Quartas de final
| Time 1                 | Série | Time 2                | 1º Jogo | 2º Jogo | 3º Jogo | 4º Jogo | 5º Jogo |
| ---------------------- | ----- | --------------------- | ------- | ------- | ------- | ------- | ------- |
| FC Bayern              | 3-2   | Fraport Skyliners     | 85-72   | 69-75   | 83-86   | 85-50   | 90-70   |
| Brose Bamberga         | 3-0   | Telekom Baskets Bonn  | 87-74   | 90-82   | 75-70   |         |         |
| MHP Riesen Ludwigsburg | 3-0   | medi Bayreuth         | 104-85  | 79-74   | 95-70   |         |         |
| Alba Berlim            | 3-2   | EWE Baskets Oldenburg | 114-88  | 100-105 | 96-79   | 85-97   | 85-68   |

#### Semifinal
| Time 1                 | Série | Time 2         | 1º Jogo | 2º Jogo | 3º Jogo | 4º Jogo | 5º Jogo |
| ---------------------- | ----- | -------------- | ------- | ------- | ------- | ------- | ------- |
| FC Bayern              | 3 - 1 | Brose Bamberga | 95-72   | 65-78   | 99-67   | 83-79   |         |
| MHP Riesen Ludwigsburg | 0 - 3 | Alba Berlim    | 102-87  | 100-74  | 91-88   |         |         |

#### Final
| Time 1    | Série | Time 2      | 1º Jogo | 2º Jogo | 3º Jogo | 4º Jogo | 5º Jogo |
| --------- | ----- | ----------- | ------- | ------- | ------- | ------- | ------- |
| FC Bayern | 3 - 2 | Alba Berlim | 95-106  | 96-69   | 72-66   | 68-72   | 106-85  |

## Campeões da Basketball Bundesliga (BBL) 2017–18
| Campeões da BBL 2017–18 |
| ----------------------- |
| FC Bayern 4.º título    |

## Clubes rebaixados
Rebaixados para a ProA na temporada 2018–19: Oettinger Rockets e Walter Tigers Tübingen

## Clubes alemães em competições europeias
| Clube                   | Competição        | Resultado                                      |
| ----------------------- | ----------------- | ---------------------------------------------- |
| Brose Bamberga          | EuroLiga          | Temporada regular (12º colocado;11v - 19d)     |
| ratiopharm Ulm          | EuroCopa          | Temporada regular (2v-8d 6º colocado Gr. D)    |
| FC Bayern               | EuroCopa          | Eliminado nas semifinais pelo Darussafaka      |
| Alba Berlin             | EuroCopa          | Top 16 (8v-8d 3º colocado no Gr.E)             |
| EWE Baskets             | Liga dos Campeões | Eliminado nas oitavas de finais por MHP Riesen |
| medi Bayreuth           | Liga dos Campeões | Eliminado nas quartas de finais por MHP Riesen |
| Telekom Bona            | Liga dos Campeões | Temporada regular (5v-9d 7º colocado Gr. D)    |
| MHP Riesen Ludwigsburgo | Liga dos Campeões | Quarto colocado no Final Four                  |
| s.Oliver Wurtzburgo     | Copa Europeia     | Eliminado 1ª rodada por Istambul BBSK          |